# Frankfurt-Bornheim

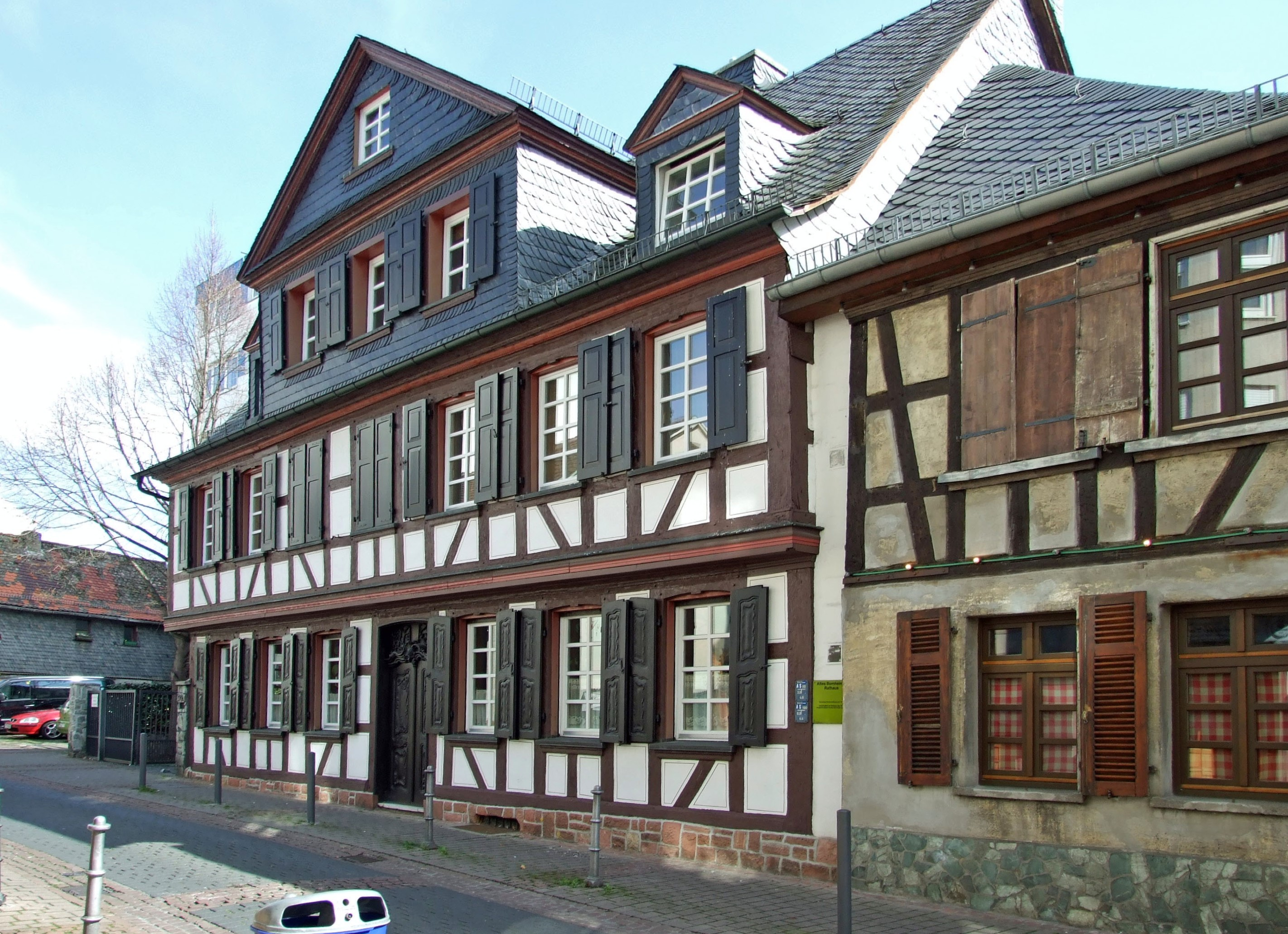
Altes Rathaus an der oberen Berger Straße

Bornheim (ⓘ) ist seit 1. Januar 1877 ein Stadtteil von Frankfurt am Main. Er liegt im Osten der Stadt nahe dem Stadtzentrum und hat 30.919 Einwohner. Bornheim entwickelte sich Ende des 19. Jahrhunderts zu einem Gründerzeitviertel.

## Geografie
Bornheim liegt auf einer Höhe von 134 m ü. NN, etwa 2,2 km nordöstlich der Hauptwache und ist mit weniger als drei Quadratkilometern flächenmäßig einer der kleineren Stadtteile Frankfurts. Nach dem Nachbarstadtteil Nordend-Ost ist Bornheim der Stadtteil mit der zweithöchsten Bevölkerungsdichte.
Bornheim grenzt im Norden an Preungesheim und im Westen an die beiden West- und Ostteile des Nordends. Im Osten, unterhalb des Bornheimer Hangs, verläuft die Grenze zum Riederwald. Im Süden liegt das Ostend und im Nordosten Bornheims, durch die A661 getrennt, befindet sich der Stadtteil Seckbach.
Die Grenzen des heutigen Stadtteils sind nicht mit den Grenzen der historischen Gemeinde Bornheim identisch.

## Geschichte

### Vor- und Frühgeschichte
Das Gebiet um den Günthersburgpark war bereits zu römischer Zeit besiedelt. Westlich und nördlich des Günthersburgparks (an der Hartmann-Ibach-Straße und am Bornheimer Friedhof) wurden die Reste von zwei römischen Villen entdeckt. Der Gutshof sowie ein Wirtschaftsgebäude und die Hofmauer an der Kreuzung zur Böttgerstraße sind vom Frankfurter Architekten C. L. Thomas in den Jahren 1884–1905 ausgegraben und untersucht worden. Diese Bornheimer Villa besaß neun Räume, teils mit Fußbodenheizung, und Baderäumen im südlichen Teil, sie wurde um 110 n. Chr. erbaut. Auch sind Wandmalereien nachgewiesen. Sie gehörte zu einem Gutshof und lag am Scheitelpunkt zwischen Niddaebene und Maintal. Zwei römische Straßen verliefen hier: in Richtung Nida (Römerstadt/Frankfurt-Heddernheim), dem Hauptort der Civitas Taunensium und in Richtung des heutigen Domhügels, damals eine römische Kontrollstation auf einer Insel im Main. Die Villa wurde um 260 n. Chr. im Zuge des Limesfalls aufgegeben.

### Mittelalter
Bornheim entstand etwa im Jahre 500 als fränkische Siedlung, die älteste erhaltene Erwähnung stammt von 1194. Damals bewohnte ein Henricus von Bornheim die „Bornburg“, einen befestigten Gutshof, der von einer Mauer und einem Wassergraben umgeben war. Vom Frankfurter Bürgermeister Rulmann Weiß von Limpurg wird berichtet, dass er auch nach der Amtsübernahme 1327 seinen Wohnsitz außerhalb der Stadt behielt und die Bornburg bewohnte. Die Burg lag in der Ossenau (Ochsenau), etwa am Platz der ehemaligen Gnadenkirche (heute Orangerie) im Günthersburgpark und wurde später Günthersburg genannt. Das Gebäude ist nicht erhalten.
Im Mittelalter bildete Bornheim zusammen mit 18 weiteren Dörfern das Gericht Bornheimerberg, auch „Grafschaft Bornheimer Berg“ genannt, dessen Recht 1303 im „Bornheimer Weistum“ festgehalten wurde. Die Gerichtsstätte befand sich im nördlichen Teil der Gemarkung, etwa 100 Meter hinter und in Höhe der Berger Straße 448; der Straßenname Am Galgenberg bezeichnet noch heute den alten Standort.
1320 verpfändete König Ludwig IV. den Bornheimerberg an Ulrich II. von Hanau. 1336 gestattete der Kaiser der Stadt Frankfurt, den Bornheimerberg an seiner Stelle von Hanau einzulösen. 1351 erneuerte Kaiser Karl IV. allerdings diese Pfandschaft für Hanau. 1434 wurde Graf Reinhard II. von Hanau von Kaiser Sigismund mit dem Bornheimerberg belehnt. Bei der Teilung der Grafschaft Hanau 1458 kam der Bornheimerberg zur Grafschaft Hanau-Münzenberg. 1475 wurde Bornheim Landgemeinde der Stadt Frankfurt.
Das widersprüchliche Verhalten des Reichs führte selbstverständlich zum Streit zwischen Frankfurt und Hanau, zumal Frankfurt sich so von Hanauer Gebiet „umzingelt“ sah. Alle Versuche Frankfurts, dies zu verhindern, scheiterten. Zwar wurden die Ansprüche Frankfurts auf die neunzehn Dörfer des Amtes nach einem über hundert Jahre dauernden Prozess vom Reichsgericht bestätigt, jedoch verfügten weder Frankfurt noch das Reich über die Macht, das Urteil durchzusetzen. So ließ sich die Stadt schließlich auf einen Vergleich ein: 1481 gab Hanau seinen Anspruch auf die Dörfer Bornheim, Hausen und Oberrad auf, die drei Dörfer – und damit auch Bornheim – kamen endgültig zur Stadt Frankfurt und Hanau erhielt den übrigen Bornheimerberg exklusiv. Bornheim schied damit aus dem Bornheimerberg aus, seine „Hauptstadtfunktion“ für den Bornheimerberg übernahm nun Bergen. 1484 verlieh dann König Friedrich III. die Dörfer Bornheim, Hausen und Oberrad dem Rat zu Frankfurt als Reichslehen.
Grundbesitz in Bornheim hatten das Deutschordenshaus in Sachsenhausen, die Schelme von Bergen und die Ritter von Heusenstamm.
1476 bis 1477 wurde die Feldbefestigung Bornheimer Landwehr gebaut. Dabei wurde Bornheim in die Frankfurter Außenverteidigung einbezogen und auf dem Eulenberg entstand die Friedberger Warte, einer der vier heute noch erhaltenen Frankfurter Warttürme.

### Historische Namensformen
- Burnheim (1194)
- Burnheym (1232)
- Burenchein (1242)
- Burnheim (1280)
- Burnheim (1281)

### Frühe Neuzeit
Erzbischof Albrecht von Brandenburg, Kurfürst von Mainz, unterband als Reaktion auf reformatorische Ideen in Frankfurt die Holzlieferungen aus dem Spessart in die Stadt. Die Bornheimer sahen die gute geschäftliche Möglichkeit, holzten den Bornheimer Wald ab und verkauften das Holz an Frankfurt. Die Reformation wurde dann aber 1527 doch eingeführt.
Durch diesen Kahlschlag entstand 1522 die Bornheimer Heide, durch die eine Allee aus Pappeln führte, die Frankfurt mit Bornheim verband. Die Bornheimer Heide lag im Gebiet des heutigen Nordend. Sie war Schauplatz von Heeresaufmärschen und vieler Großveranstaltungen. Am 3. Oktober 1785 stieg der Franzose Jean-Pierre Blanchard hier vor den Augen von 100.000 Menschen in einem Heißluftballon auf und flog in 39 Minuten nach Weilburg an der Lahn. Damals wurde die Strecke mit 14 Wegstunden berechnet. Aus Anlass des 200-jährigen Jubiläums dieser ersten Ballonfahrt startete am 28. September 1985 ein Wettbewerb von 32 mit Wasserstoff gefüllten Gasballons von dem an Bornheim angrenzenden Ostpark im Ostend.
In den Revolutionskriegen eroberte eine französische Armee unter General Jean-Baptiste Kléber gegen den Widerstand des österreichischen Generals von Wartensleben die Stadt Frankfurt. Die Beschießung der Stadt führte am 15. Juli 1796 zur Zerstörung der Pappelallee in der Bornheimer Heide. Die Kapitulation der Frankfurter nahm der französische General im Bornheimer Gasthof Goldener Adler entgegen.

### Jüngere Geschichte
Mit der Gründung des Rheinbundes 1806 kamen die Freie Reichsstadt Frankfurt und mit ihr die Frankfurter Dörfer an den Fürstprimas Karl Theodor von Dalberg, der das Recht erhielt, „sie mit seinen Staaten zu vereinigen“. Letzteres geschah mit der Gründung des Großherzogtums Frankfurt 1810; Bornheim gehörte zur Landdistriktmairie Frankfurt innerhalb des gleichnamigen Départements.
Mit der Wiederherstellung der alten Reichsstadt als Freie Stadt Frankfurt auf dem Wiener Kongress 1815 wurde auch die Herrschaft der Stadt über die früheren Frankfurter Dörfer wiederhergestellt.
Mit dem „Hohen Brunnen“ wurde Bornheim am 9. Dezember 1827 an die Wasserversorgung der Stadt Frankfurt angeschlossen. Zeugnis davon legt der „Bernemer Halblangebrunne“ ab, den ein roter Obelisk krönt.
1837 wurde der Günthersburgpark angelegt, nachdem Freiherr Amschel Mayer Rothschild die ehemalige Bornburg erworben hatte. Beauftragt mit der Ausführung war der Frankfurter Stadtgärtner Sebastian Rinz. Der Neffe und Adoptivsohn Rothschilds, Mayer Carl von Rothschild, ließ später die Günthersburg abreißen und durch ein Schlösschen ersetzen („Sommerresidenz“), die allerdings im Jahre 1891 nach seinem Tode in Befolgung seines Testamentes wieder abgerissen wurde. Das Gelände ging in das Eigentum der Stadt Frankfurt über, die kurz darauf den Günthersburgpark der Öffentlichkeit zugänglich machte. 1863 wurde in Bornheim die Gasbeleuchtung eingeführt.
Nach dem Krieg von 1866 verlor Frankfurt seine staatliche Selbständigkeit. Bornheim wurde 1867 in die preußische Provinz Hessen-Nassau, Regierungsbezirk Wiesbaden, Stadtkreis Frankfurt, eingegliedert und zum 1. Januar 1877 als erste Gemeinde des Umlandes nach Frankfurt eingemeindet. Das Vermögen Bornheims von einer Million Gulden fiel an die Stadt Frankfurt.
Im Jahr 1920 entstand am Ratsweg das Alte Stadion am Riederwald, das bis 1943 von der Eintracht Frankfurt genutzt wurde. Nach dem Ende des Zweiten Weltkrieges entstand dort aus Trümmern der von den Frankfurter Bürgern so bezeichnete Monte Scherbelino. Als erstes wurden dort Trümmer von bei den Luftangriffen auf Frankfurt am Main zerstörten Betrieben entlang der Hanauer Landstraße aufgeschüttet. 1949 entstand auf dem Gelände, das von den Straßen Ratsweg, Am Riederbruch und Riederspießstraße begrenzt wird, die Aufbereitungs- und Verwertungsanlage für Trümmerschutt der Trümmerverwertungsgesellschaft (TVG). Diese stellte gemäß Beschluss der städtischen Körperschaften vom 29. April 1963 die Produktion ein. Seit 1968 findet auf dem Platz des ehemaligen Trümmerbergs die Frankfurter Dippemess statt. 1981 wurde auf einem Teil dieses Geländes die Frankfurter Eissporthalle errichtet.
Der Frankfurter Baustadtrat Ernst May baute in der Zeit von 1926 bis 1930 am Bornheimer Hang eine große Wohnsiedlung. Der Bau wurde durch Nutzung industriell vorgefertigter Teile beschleunigt, so dass in vier Jahren 1234 Wohnungen fertiggestellt werden konnten. Gleichzeitig entstand auf Initiative des Pfarrers Joseph Höhler als Ausgründung der Kirchengemeinde St. Josef die Heilig-Kreuz-Kirche von Martin Weber am östlichen Ende der Wittelsbacher Allee.
Mit Bekanntgabe im Amtsblatt für Frankfurt am Main am 24. Dezember 2013 wurde der Stadtbezirk 240, der bisher zum Stadtteil Nordend-Ost gehörte, dem Stadtteil Bornheim zugeordnet.

### Einwohnerentwicklung
| Frankfurt-Bornheim: Einwohnerzahlen von 1812 bis 2019 | Frankfurt-Bornheim: Einwohnerzahlen von 1812 bis 2019 | Frankfurt-Bornheim: Einwohnerzahlen von 1812 bis 2019 | Frankfurt-Bornheim: Einwohnerzahlen von 1812 bis 2019 | Frankfurt-Bornheim: Einwohnerzahlen von 1812 bis 2019 |
| ----------------------------------------------------- | ----------------------------------------------------- | ----------------------------------------------------- | ----------------------------------------------------- | ----------------------------------------------------- |
| Jahr                                                  |                                                       |                                                       |                                                       | Einwohner                                             |
| 1812                                                  | 1812                                                  |                                                       | 1.881                                                 | 1.881                                                 |
| 1834                                                  | 1834                                                  |                                                       | 2.663                                                 | 2.663                                                 |
| 1840                                                  | 1840                                                  |                                                       | 2.898                                                 | 2.898                                                 |
| 1846                                                  | 1846                                                  |                                                       | 3.081                                                 | 3.081                                                 |
| 1852                                                  | 1852                                                  |                                                       | 3.365                                                 | 3.365                                                 |
| 1858                                                  | 1858                                                  |                                                       | 3.777                                                 | 3.777                                                 |
| 1864                                                  | 1864                                                  |                                                       | 4.776                                                 | 4.776                                                 |
| 1871                                                  | 1871                                                  |                                                       | 6.397                                                 | 6.397                                                 |
| 1875                                                  | 1875                                                  |                                                       | 10.085                                                | 10.085                                                |
| 1880                                                  | 1880                                                  |                                                       | 9.849                                                 | 9.849                                                 |
| 1885                                                  | 1885                                                  |                                                       | 9.884                                                 | 9.884                                                 |
| 1890                                                  | 1890                                                  |                                                       | 10.617                                                | 10.617                                                |
| 1895                                                  | 1895                                                  |                                                       | 11.075                                                | 11.075                                                |
| 1900                                                  | 1900                                                  |                                                       | 12.194                                                | 12.194                                                |
| 1905                                                  | 1905                                                  |                                                       | 16.929                                                | 16.929                                                |
| 1910                                                  | 1910                                                  |                                                       | 21.726                                                | 21.726                                                |
| 1925                                                  | 1925                                                  |                                                       | 26.982                                                | 26.982                                                |
| 1933                                                  | 1933                                                  |                                                       | 29.187                                                | 29.187                                                |
| 1939                                                  | 1939                                                  |                                                       | 29.133                                                | 29.133                                                |
| 1946                                                  | 1946                                                  |                                                       | 27.503                                                | 27.503                                                |
| 1950                                                  | 1950                                                  |                                                       | 32.242                                                | 32.242                                                |
| 1956                                                  | 1956                                                  |                                                       | 33.613                                                | 33.613                                                |
| 1961                                                  | 1961                                                  |                                                       | 34.526                                                | 34.526                                                |
| 1970                                                  | 1970                                                  |                                                       | 29.226                                                | 29.226                                                |
| 1987                                                  | 1987                                                  |                                                       | 25.668                                                | 25.668                                                |
| 1996                                                  | 1996                                                  |                                                       | 26.550                                                | 26.550                                                |
| 2013                                                  | 2013                                                  |                                                       | 29.393                                                | 29.393                                                |
| 2019                                                  | 2019                                                  |                                                       | 30.917                                                | 30.917                                                |
| Quelle(n): ; Stadt Frankfurt am Main                  |                                                       |                                                       |                                                       |                                                       |

## Kultur

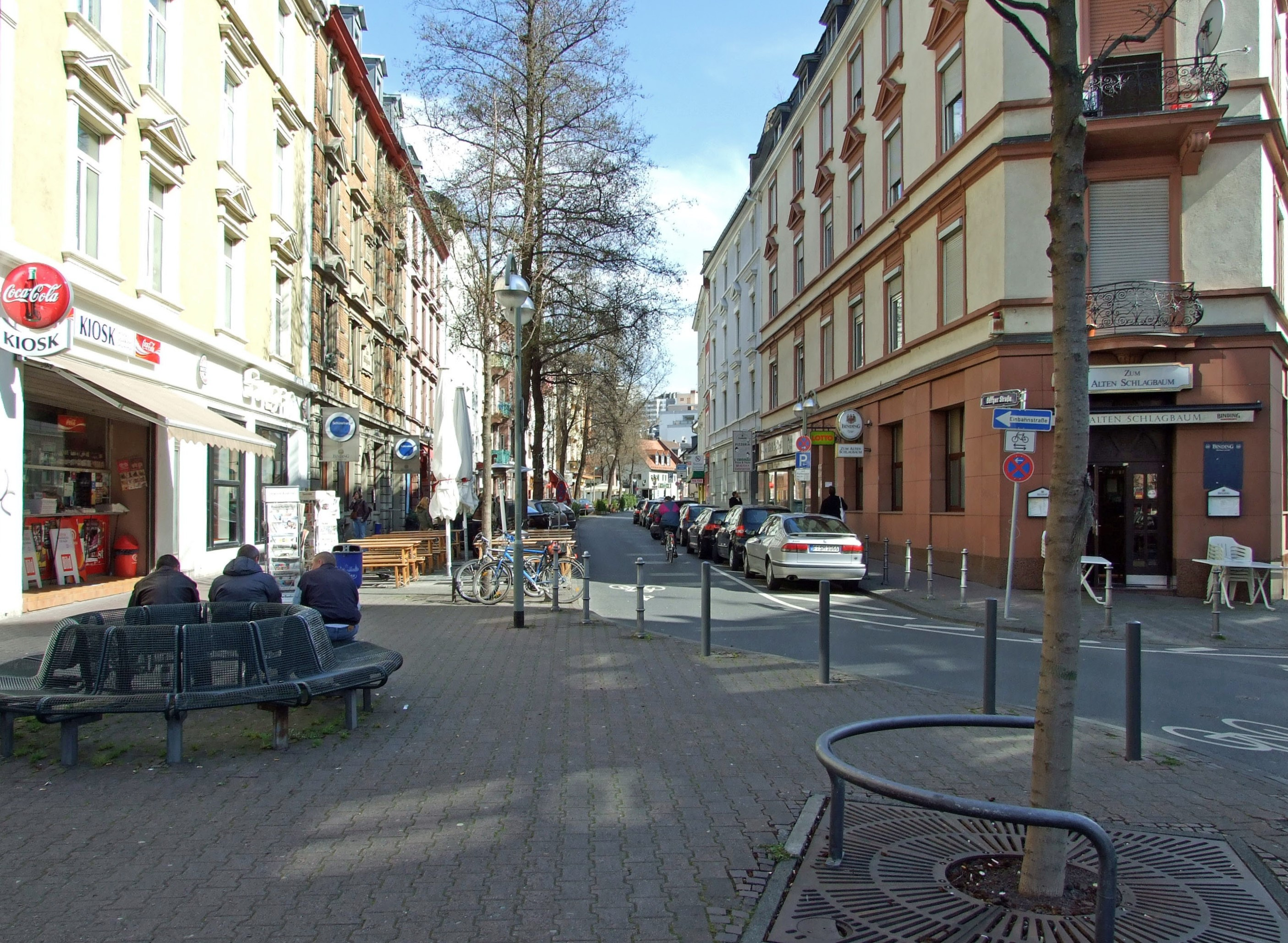
Berger Straße

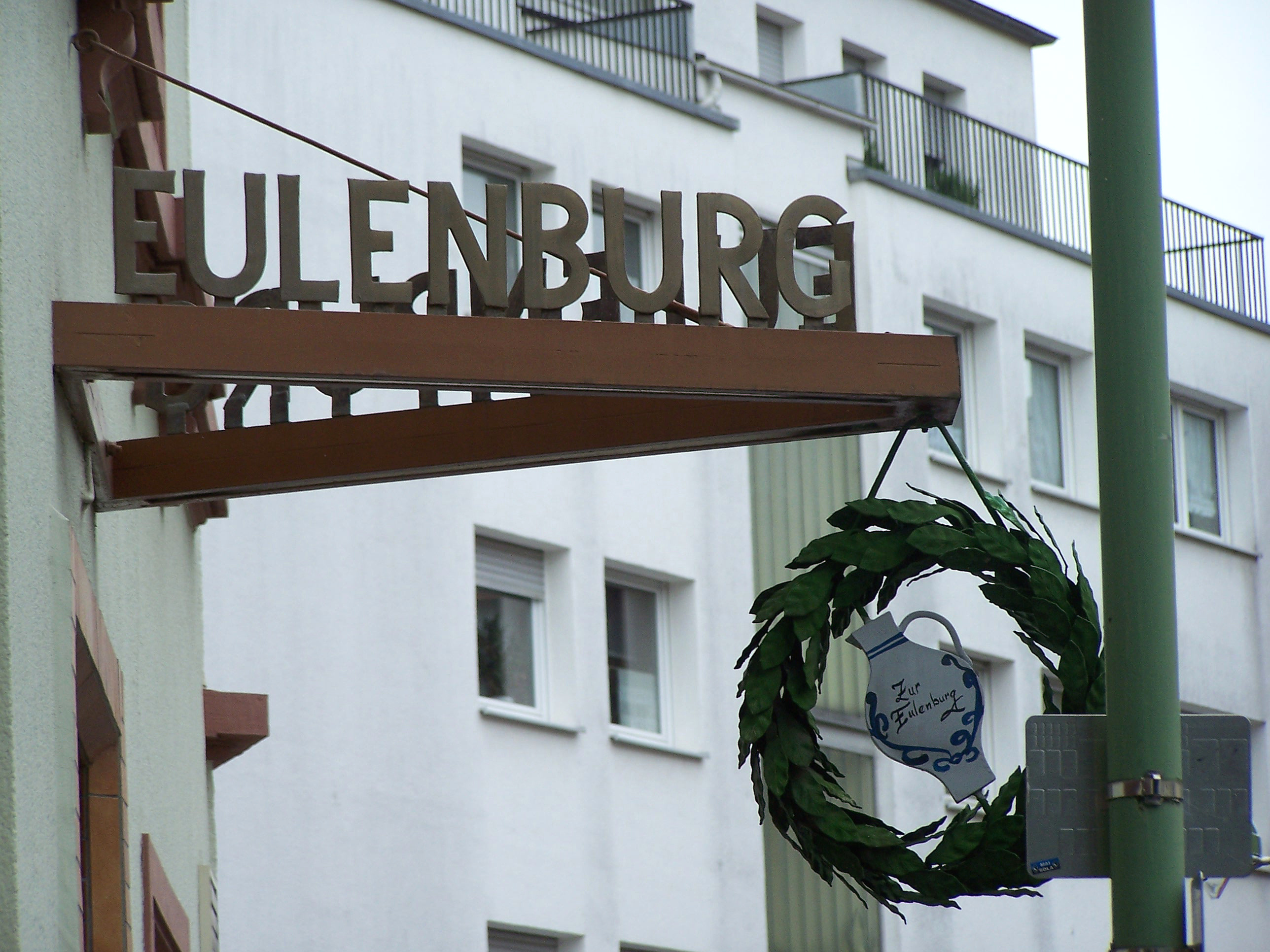
Schild der ehemaligen Apfelweinkneipe Eulenburg

Bornheim oder „Bernem“, wie die Einheimischen Bornheim nennen, ist auch als das „lustige Dorf“ bekannt. Die Bezeichnung entstand durch die Gasthöfe mit Apfelweinausschank, die Tanzböden und die dort verbreitete Prostitution. In und neben der Berger Straße gibt es traditionelle Apfelweinkneipen wie zum Beispiel die Lokale Zur Sonne, Apfelwein Solzer und Der Buchwald. Die Bedeutung traditioneller Lokale schwand jedoch im 21. Jahrhundert, u. a. durch Gentrifizierung. Die seit 1732 bestehende Eulenburg in der Eulengasse 46 schloss im Juni 2012 und wurde durch Wohnungen des gehobenen Standards ersetzt.
Seit Jahrhunderten gibt es die Bernemer Kerb, das Kirchweihfest, das seit 1608 jährlich am Wochenende des zweiten Sonntags im August stattfindet. Bornheim war aus diesen Gründen seit dem späten Mittelalter ein beliebtes Ausflugsziel für Frankfurter Bürger.
Heute ist der Stadtteil geprägt von der Berger Straße, die im Stadtteil Nordend beginnt und durch ganz Bornheim bis zur Stadtteilgrenze zu Seckbach hindurchführt.
In der Berger Straße 326 befindet sich in der Nähe des ehemaligen Bornheimer Rathauses der Lange Hof, dessen Ursprünge auf das Jahr 1589 zurückgehen. Damit ist der Lange Hof nach der Friedberger Warte das älteste Gebäude Bornheims.
Die Johanniskantorei ist der älteste evangelische Kirchenchor in Frankfurt. Der Chor der Johanniskirche wurde 1877 – im Jahr der Eingemeindung Bornheims nach Frankfurt – gegründet und ist mit seinen klassischen Konzerten seit dem Gründungsjahr ein prägender Bestandteil der kulturellen Szene Bornheims.
Seit 1995 besteht in der Straße Alt Bornheim 32 die Interkulturelle Bühne, die u. a. Schauspiel, Kleinkunst, Kabarett, Autorenlesungen und Tanzveranstaltungen anbietet. Der Trägerverein Interkulturelle Bühne e. V. veranstaltet außerdem regelmäßig interkulturelle Projekte wie das Kulturfestival days of respect und ist zudem Initiator des Rhein-Main Künstler-Netzwerks (RMKN).

## Sehenswürdigkeiten

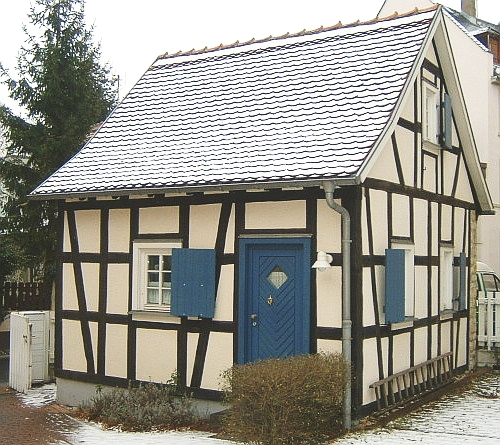
Das kleine Stadtteilmuseum in Bornheim

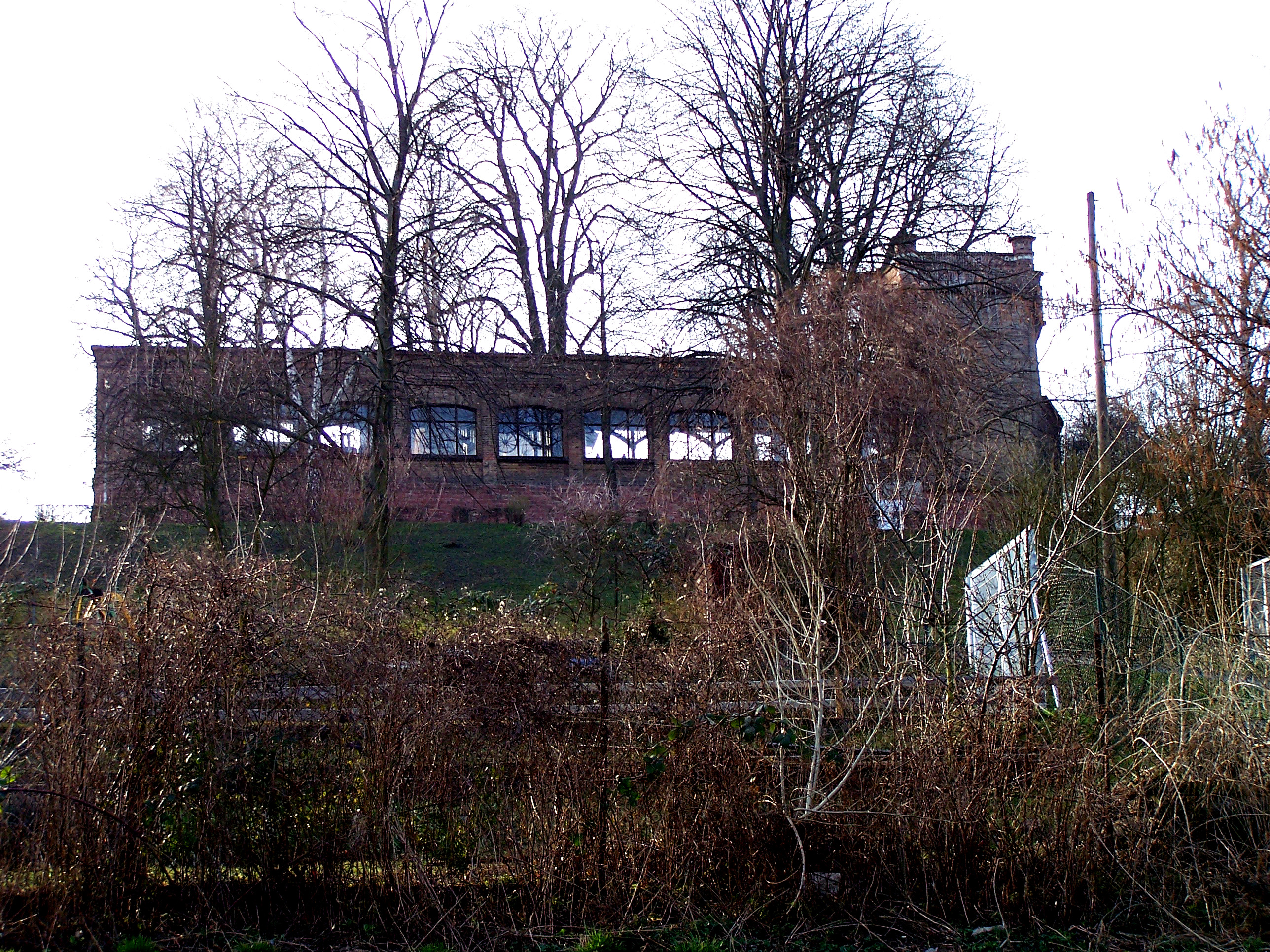
Ratskeller von unterhalb des Bornheimer Hangs aus gesehen (2011)

### Museum
Das Bernemer Museumslädchen ist ein kleines Museum in der Turmstraße 11, das Ausstellungen zur Geschichte Bornheims veranstaltet.

### Friedberger Warte
Noch auf Bornheimer Gemarkung aber in unmittelbarer Nähe zur Grenze nach Preungesheim und Nordend steht die 1478 erbaute Friedberger Warte als eine der vier Frankfurter Warttürme. In der Vergangenheit war sie Teil der Stadtbefestigung in Richtung Norden, seit 1815 beherbergt sie ein traditionelles Apfelweinlokal.

### Altes Rathaus
Im oberen Bereich der Berger Straße liegt das ehemalige Rathaus des Dorfes Bornheim. Es handelt sich um ein barockes Fachwerkhaus mit hohem Satteldach, das 1770 errichtet wurde und ursprünglich einem wohlhabenden Bauern, der Bürgermeister von Bornheim war, als Wohnhaus und damit auch als Amtssitz diente. Es ist bis heute ein Wohnhaus. Auffällig ist die reich geschnitzte barocke Haustür.

### Günthersburgpark
An der Grenze zum Nordend befindet sich der Günthersburgpark, der lange Zeit zu Bornheim gehörte.

### Ratskeller
Direkt oberhalb vom Bornheimer Hang befindet sich der Ratskeller, bis Juni 2012 ein Restaurant und Gartenlokal in einer Burg-ähnlichen Anlage, der ursprünglich als Raststätte für Fuhrleute und ihre Pferde diente und eine gute Aussicht nach Osten bietet. Der Eiskeller unter dem heutigen Restaurant diente als Lagerraum für Eis, das im Winter am Main gebrochen wurde. Dieses Eis wurde früher vor der weiteren Verbreitung von Kühlschränken in Eisschränken zum Kühlen verwendet. Der Ratskeller befindet sich im Eigentum der Stadt Frankfurt am Main und wurde zum 15. Juni 2012 geschlossen. Neueröffnung war im September 2018.

## Kirchen

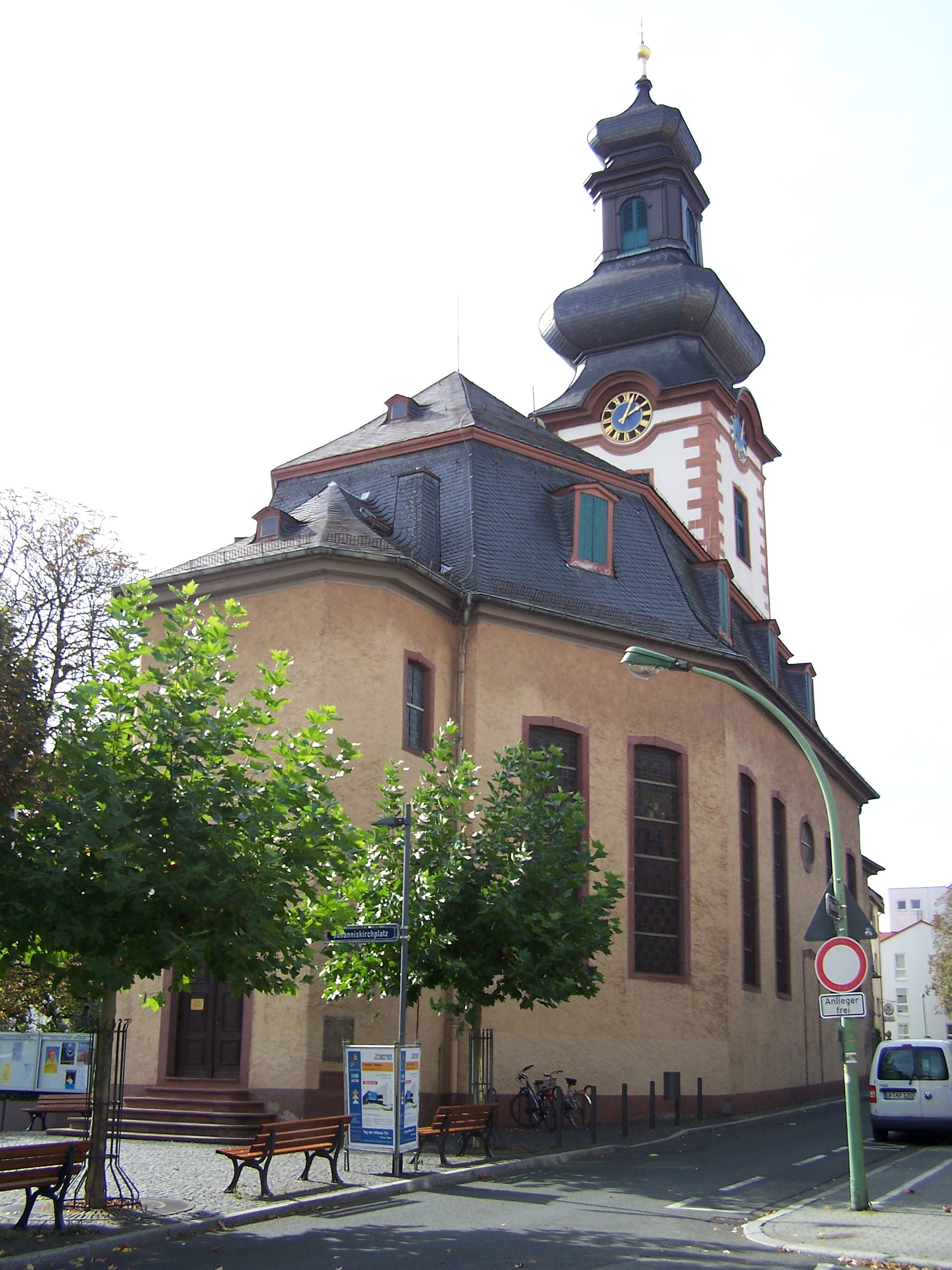
Johanniskirche in Alt-Bornheim

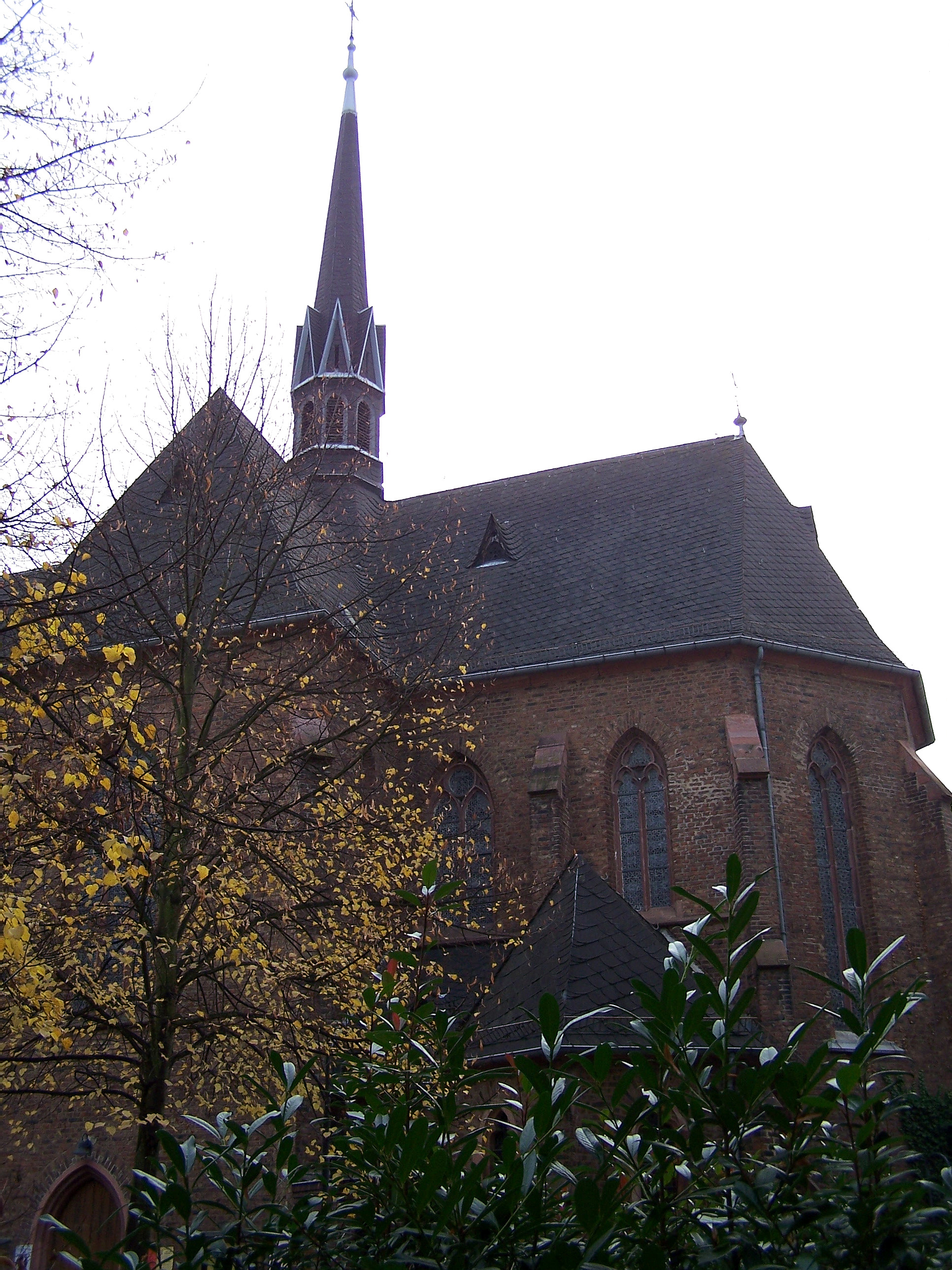
Ansicht der Alten St.-Josefs-Kirche

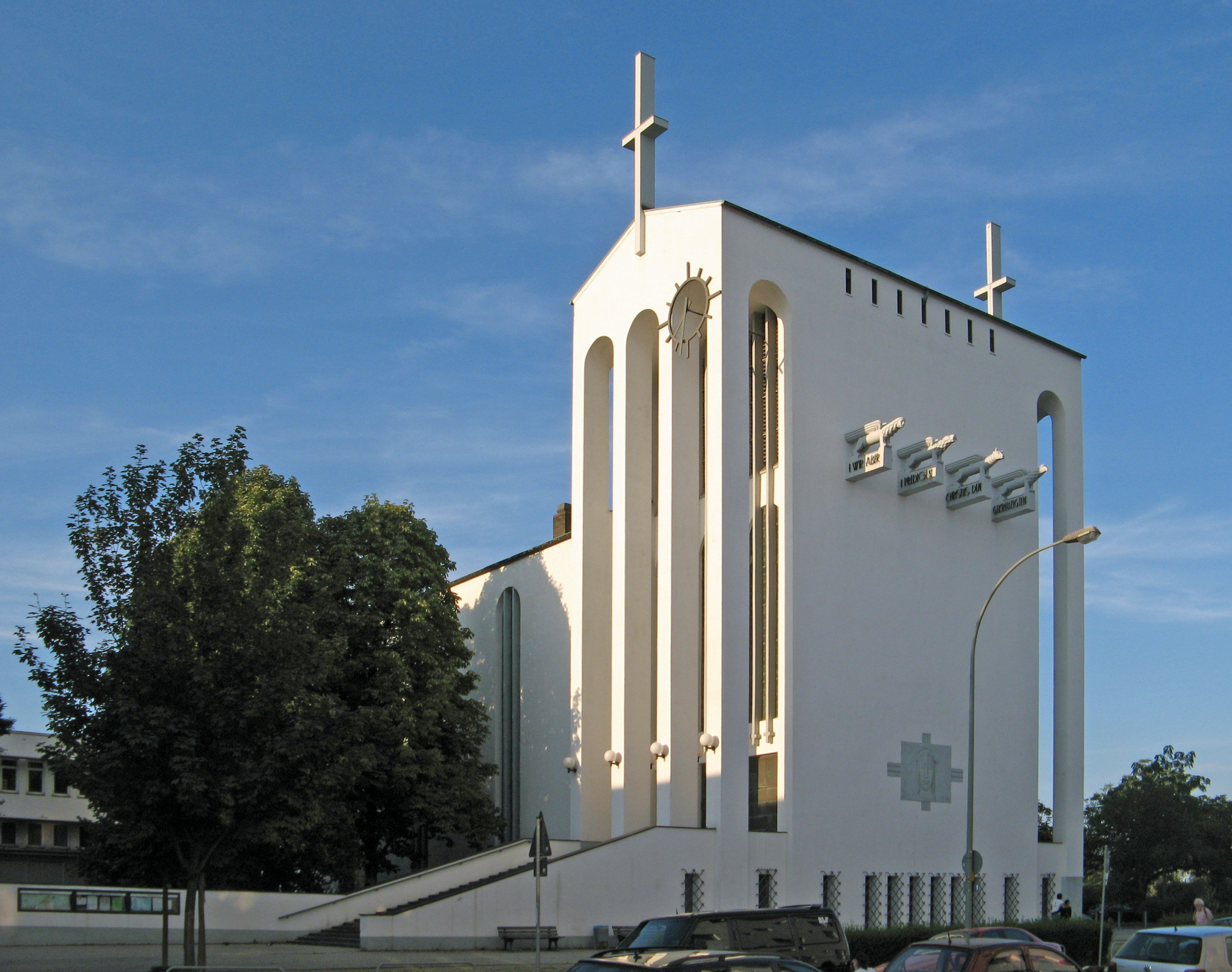
Heilig-Kreuz-Kirche, Ostseite

1955 wurde das Geläut der damals neu gebauten evangelischen Heilandskirche auf das der Heilig-Kreuz-Kirche und der Johanniskirche abgestimmt, damit alle Geläute auch ohne Disharmonie gemeinsam erklingen konnten.

### Johanniskirche
Der Vorgängerbau der Johanniskirche war im Mittelalter die Dorfkirche von Bornheim. Erstmals 1321 wird erwähnt, dass sie zur Pfarrei von St. Bartholomäus gehörte. 1753 wurde anstelle der baufälligen mittelalterlichen Kirche ein Neubau errichtet. Kaum fertiggestellt fiel diese barocke Hallenkirche 1776 einem Blitzschlag mit anschließendem Brand zum Opfer. Daraufhin wurde die heutige Johanniskirche, eine barocke Hallenkirche, 1778/1779 von Stadtbaumeister Johann Andreas Liebhardt errichtet.

### St. Josef
St. Josefs wurde in der Zeit des Kulturkampfes 1877 durch den Frankfurter Stadtpfarrer Ernst Franz August Münzenberger als erster eigenständiger Bau der römisch-katholischen Kirche seit der Reformation geweiht. Die Pläne der neugotischen Backsteinkirche stammen von Max Meckel und entstanden nach dem Vorbild der 1874 abgerissenen ehemaligen gotischen Johanniterkirche in der Frankfurter Altstadt.
Bei der 1932 im 90-Grad-Winkel zu dem alten Kirchenschiff errichteten neuen St.-Josefs-Kirche handelt es sich um einen Stahlskelettbau von Hans und Christoph Rummel. Deren Kirchturm liegt direkt an der Berger Straße. Der gotische Hochaltar stammt aus der Sammlung des Frankfurter Stadtpfarrers Ernst Franz August Münzenberger, der den Altar der Gemeinde 1880 stiftete.

### Heilig-Kreuz-Kirche
Die Heilig-Kreuz-Kirche von Martin Weber mit künstlerischer Ausstattung von Arnold Hensler ist eine ehemalige katholische Pfarrkirche am Bornheimer Hang (Kettelerallee 45). Sie entstand als zweite katholische Kirche im Frankfurter Stadtteil Bornheim als Ausgründung der späteren Nachbargemeinde St. Josef. Grund war die Ausdehnung des Stadtteiles Bornheim nach Osten und die damit zusammenhängende Zunahme der Anzahl der Katholiken im Stadtteil. Erbaut wurde das expressionistische weiße Gebäude 1929 vom Kirchenbaumeister Martin Weber. Das Bistum Limburg hat sie als Profilkirche ausgewiesen und in der Meditationskirche das Heilig-Kreuz – Zentrum für christliche Meditation und Spiritualität angesiedelt. Gleichzeitig ist sie Filialkirche der Pfarrei St. Josef.

### Heilandskirche
Die Heilandskirche war die 1955 errichtete Kirche der gleichnamigen Gemeinde der Evangelischen Kirche in Hessen und Nassau in Bornheim. Nach der Fusion mit der Johannisgemeinde wurde die Kirche 2005 abgebrochen und 2007 von der Heilandskapelle in dem Haus Saalburg ersetzt.

## Verkehr

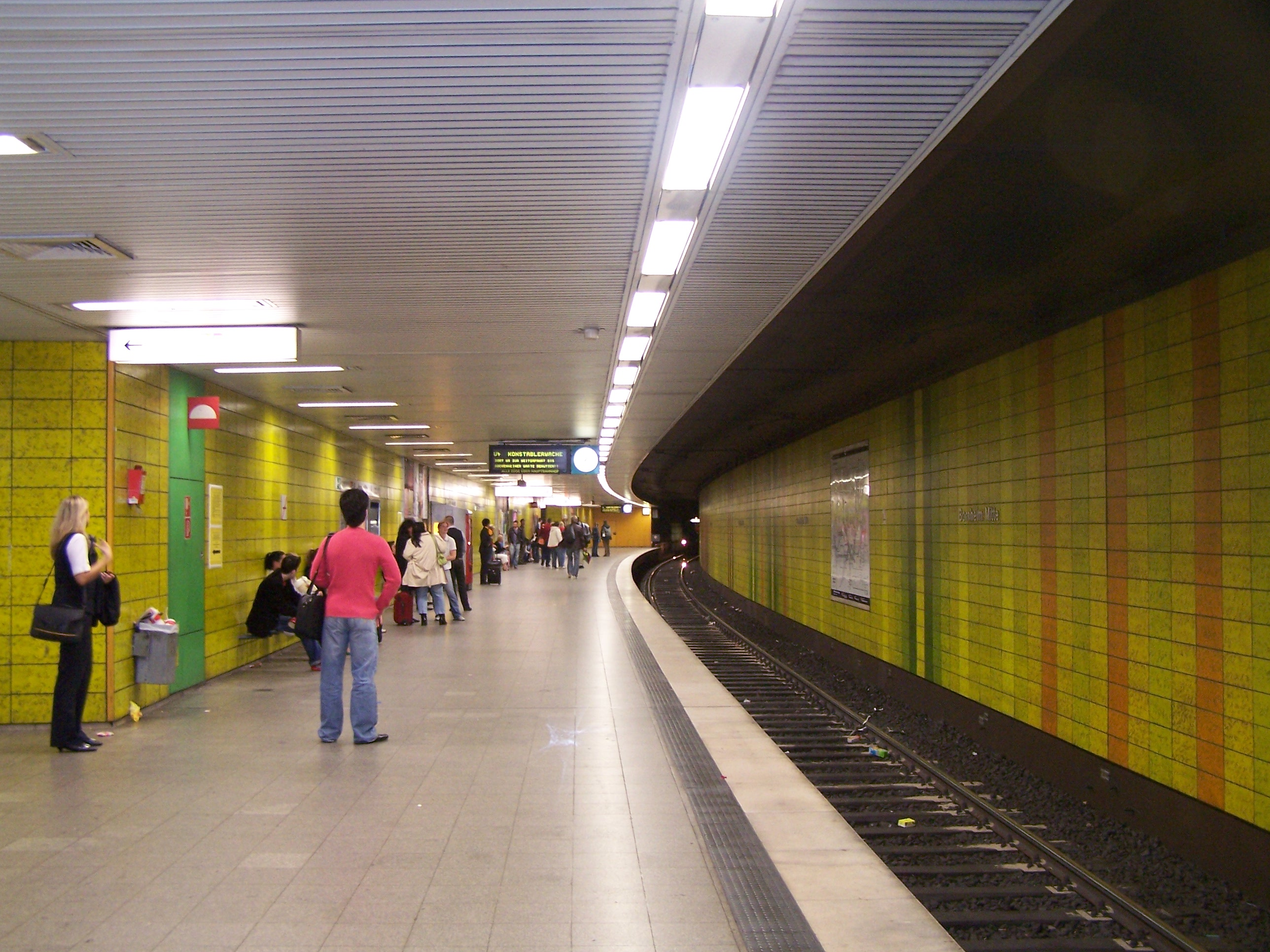
U-Bahnhof Bornheim Mitte

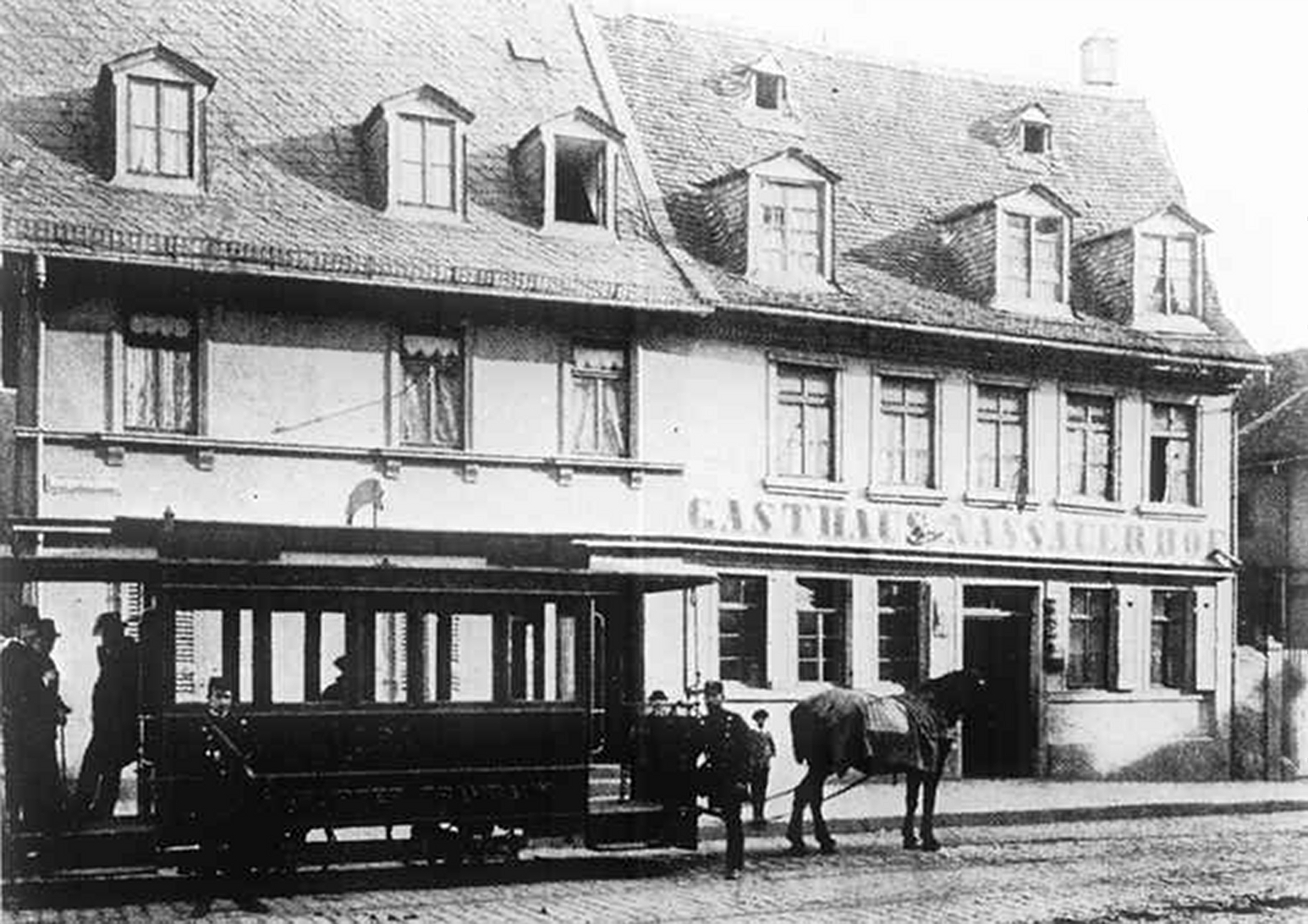
Pferdebahn der FTG an der Endhaltestelle Bornheim Schule vor dem Nassauer Hof (heute: Solzer) in der Berger Straße

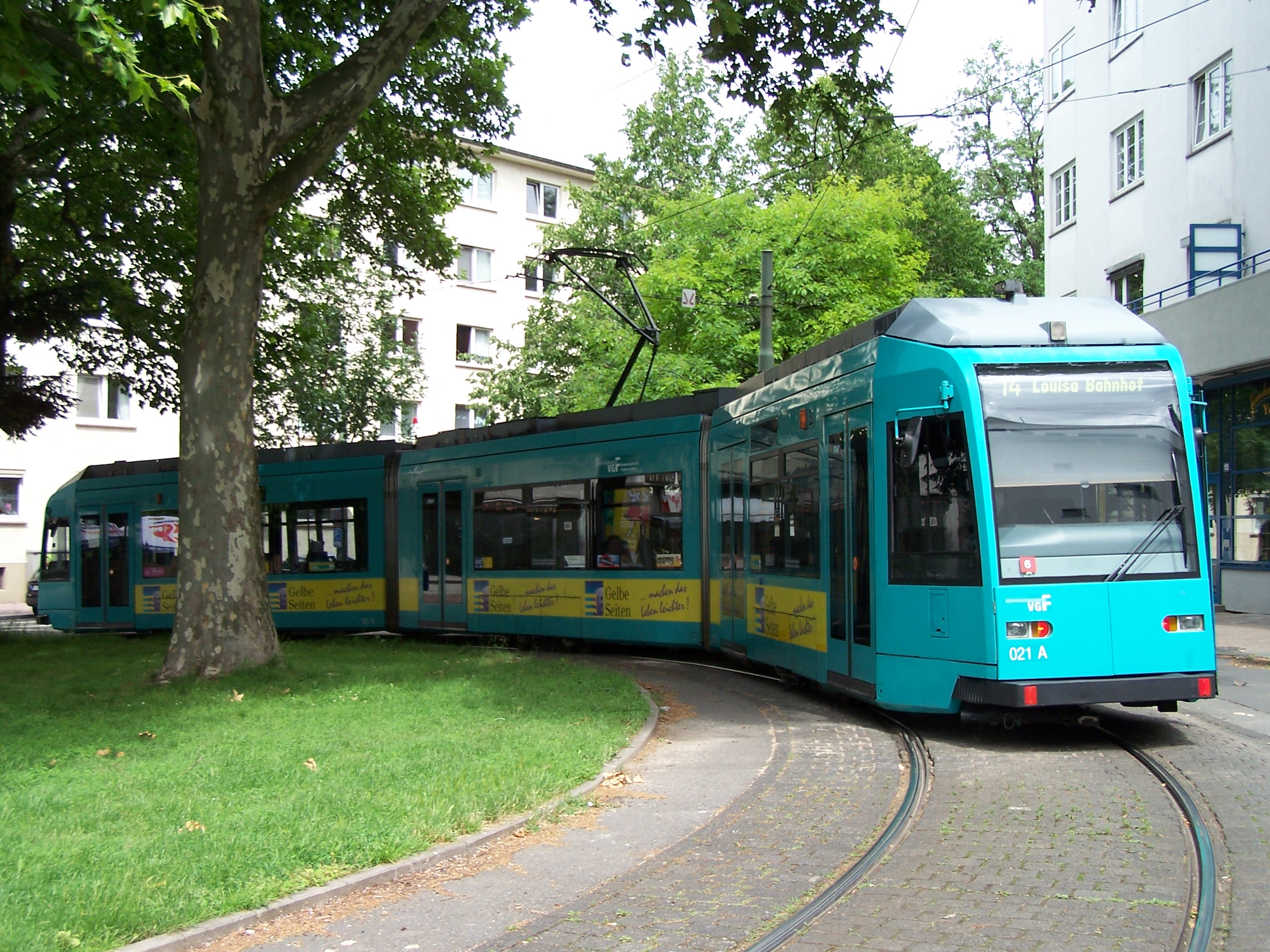
Straßenbahn-Triebwagen der Linie 14 in der Wendeschleife an der Endhaltestelle Ernst-May-Platz

### Straßenverkehr
Die größten Verkehrsachsen in Bornheim sind Wittelsbacherallee, Saalburgallee und Ratsweg, sowie jeweils Teilstücke der Bundesstraßen 3, 8 und 40. Am östlichen Rand Bornheims verläuft die Stadtautobahn A 661 mit Zu- und Ausfahrt 9 über Friedberger Landstraße und 14 über den Ratsweg. Die Seckbacher Landstraße führt in den Nachbarstadtteil Seckbach, die Straße Am Riederbruch nach Riederwald und weiter nach Bergen-Enkheim und Fechenheim. Besonders im Feierabendverkehr und an Samstagen, wenn viele PKW in Richtung Hessen-Center unterwegs sind, ist diese Straße häufig überlastet. Sie dient auch als Zufahrtsstraße zur PSD Bank Arena.

### Öffentlicher Nahverkehr
Ab 1879 verkehrte im Linienverkehr der Frankfurter Trambahn-Gesellschaft regelmäßig eine Pferdebahn vom Bornheimer Uhrtürmchen über den Sandweg und der Frankfurter Hauptwache in der Innenstadt. Ab 1880 verband eine Pferdebahn Bornheim auch mit den drei Frankfurter Westbahnhöfen. Am 24. Oktober 1881 wurde die Pferdebahnlinie in Bornheim vom Uhrtürmchen bis zur Kirchner-Schule am Hohen Brunnen verlängert. Der Betrieb auf dieser Strecke wurde 1898 von der Frankfurter Straßenbahn übernommen, die ab dem 10. April 1899 von der Bornheimer Schule auf einer halbkreisförmigen Strecke über den Lokalbahnhof zum Palmengarten, die erste elektrische Straßenbahn in Frankfurt am Main betrieb. Das Bornheimer Depot wurde 1902 eröffnet und ersetzte ein 1879 eröffnetes in der Berger Straße 228. Bis 1904 waren alle Linien elektrifiziert.
Den wichtigsten Anschluss im öffentlichen Nahverkehr stellt für den Stadtteil heute die im Mai 1980 eröffnete Linie U4 der Frankfurter U-Bahn dar, die Bornheim mit der Konstablerwache, dem Hauptbahnhof, der Bockenheimer Warte und Enkheim verbindet. Am U-Bahnhof Bornheim Mitte kreuzt sie die in Fechenheim beginnende Straßenbahnlinie 12, die durch das Nordend ebenfalls zur Konstablerwache und weiter über Hauptbahnhof und Niederrad nach Schwanheim fährt. Entlang der Wittelsbacherallee verkehrt die vom Ernst-May-Platz kommende Straßenbahnlinie 14 ins Gallus. Ferner ist am U-Bahnhof Bornheim-Mitte der Ausgangspunkt mehrerer Buslinien innerhalb Frankfurts sowie nach Offenbach am Main. Die Linie U7 verbindet die Eissporthalle mit Enkheim und in Richtung Innenstadt nach Praunheim.
| Linie | Verlauf | Takt |
| ----- | --- | --- |
| S4    | Bockenheimer Warte – Festhalle/Messe – Hauptbahnhof – Willy-Brandt-Platz – Dom/Römer – Konstablerwache – Merianplatz – Höhenstraße – Bornheim Mitte – Seckbacher Landstraße – Schäfflestraße – Gwinnerstraße – Kruppstraße – Hessen-Center – Enkheim | 7/8 min (Bock. Warte–Seckb. Landstr. werktags) 15 min (Seckb. Landstr.–Enkheim werktags) 10 min (Bock. Warte–Seckb. Landstr. so/feiertags) 20 min (Seckb. Landstr.–Enkheim so/feiertags) |
| S7    | Praunheim Heerstraße – Friedhof Westhausen – Stephan-Heise-Straße – Hausener Weg – Fischstein – Industriehof – Kirchplatz – Leipziger Straße – Bockenheimer Warte – Westend – Alte Oper – Hauptwache – Konstablerwache – Zoo – Habsburgerallee – Parlamentsplatz – Eissporthalle/Festplatz – Johanna-Tesch-Platz – Schäfflestraße – Gwinnerstraße – Kruppstraße – Hessen-Center – Enkheim | 10 min 7/8 min (HVZ) |
| 12    | Schwanheim Rheinlandstraße – Bürostadt Niederrad – Niederrad Bahnhof – Niederrad – Hauptbahnhof/Münchener Straße – Willy-Brandt-Platz – Konstablerwache – Bornheim Mitte – Eissporthalle/Festplatz – Fechenheim Hugo-Junkers-Straße/Schleife | 10 min 15 min (Schwanh.–Eissporth. so/feiertags) 30 min (Eissporth.–Fechenh. so/feiertags)                                                                                               |
| 14    | Bornheim Ernst-May-Platz – Zoo – Ostendstraße – Altstadt – Willy-Brandt-Platz – Hauptbahnhof – Galluswarte – Galluspark – Gallus Gustavsburgplatz – Gallus Mönchhofstraße | 10 min (werktags) 15 min (sonn-/feiertags) |

## Jakobsweg
Unterhalb des Bornheimer Hangs im Osten der Heilig-Kreuz-Kirche verläuft ein Zweig des deutschen Jakobswegs. Dieser orientiert sich an dem Verlauf des historischen Fernhandelsweges von Leipzig nach Frankfurt am Main (Des Reiches Straße). Er beginnt in der Bischofsstadt Fulda, führt über Schlüchtern, Steinau an der Straße, Bad Soden-Salmünster, Gelnhausen, Langenselbold, Erlensee und Bruchköbel und gehört zum Netz der Hauptwege der Jakobspilger in Europa, die nach Santiago de Compostela führen. Er führt über insgesamt 116 km an der Heilig-Kreuz-Kirche vorbei über den Frankfurter Ostpark an dem Neubau der Europäischen Zentralbank auf dem Gelände der ehemaligen Großmarkthalle weiter zum Ufer des Mains in die Innenstadt Frankfurts, weiter am Main entlang bis zum Eisernen Steg, auf dem linken Mainuferweg in Richtung Mainz und anschließend weiter nach Trier.

## Sport und Freizeit

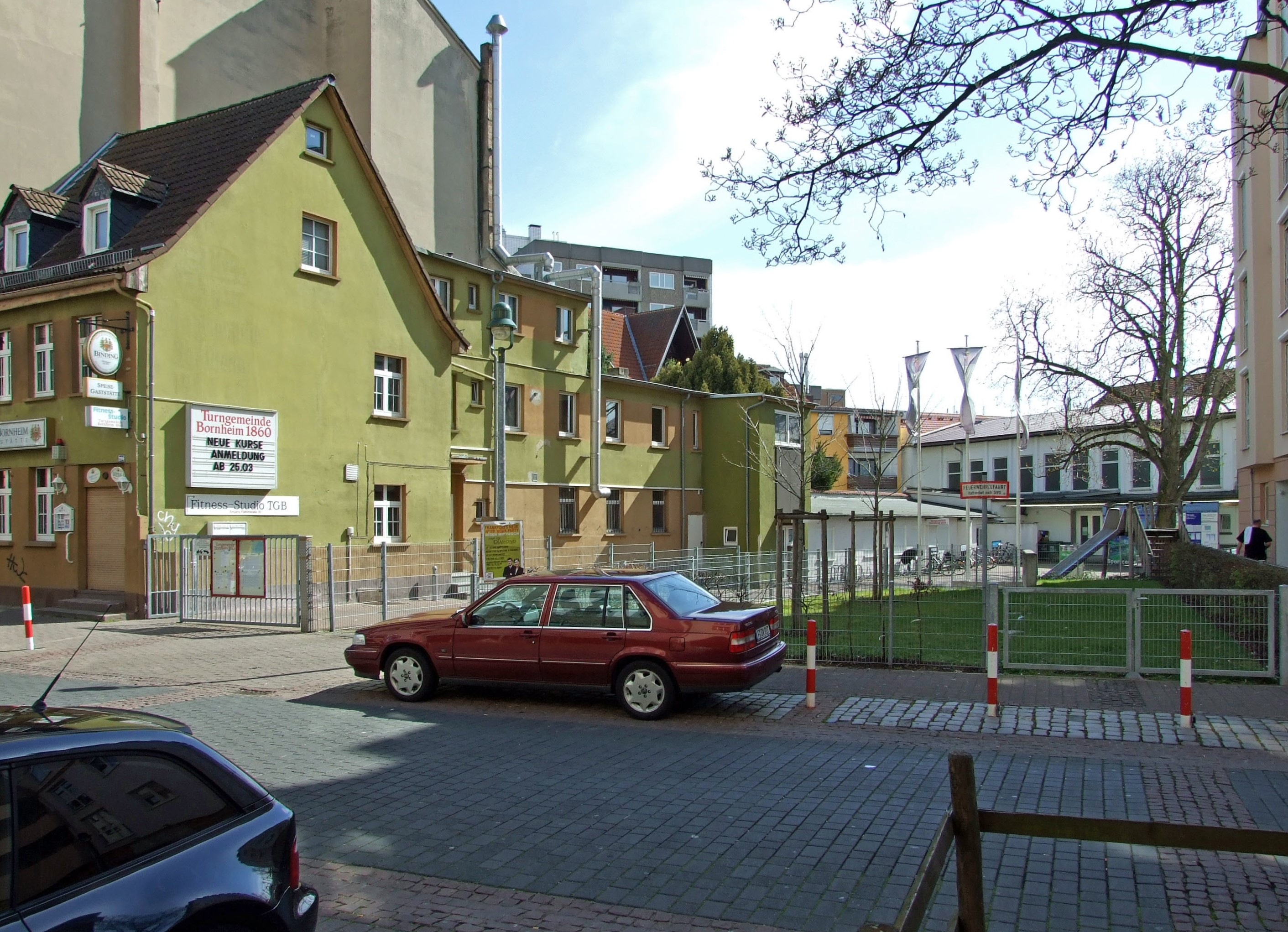
TG Bornheim

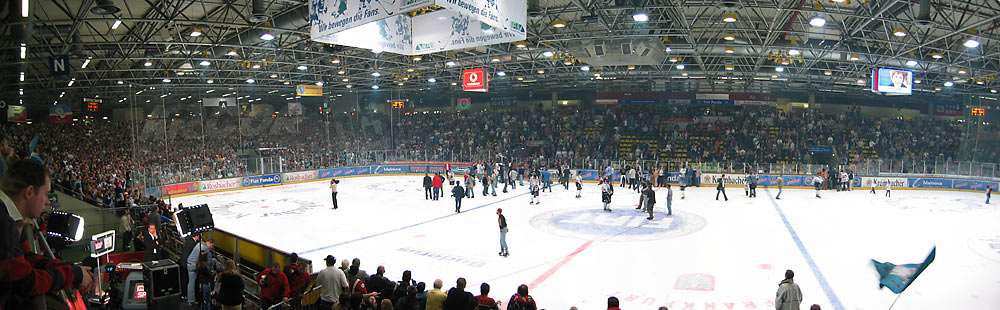
Innenansicht der Eissporthalle Frankfurt

### FSV Frankfurt
Der traditionsreiche Bornheimer Fußballclub FSV Frankfurt gehörte bis in die 1950er-Jahre zu den Spitzenclubs in Süddeutschland und war die Nummer eins in Frankfurt, fiel jedoch danach hinter die Frankfurter Eintracht zurück und spielte lange in der dritten Liga. Ab der Saison 2008/09 spielte der FSV erstmals seit 1995 wieder in der zweiten Bundesliga. Nach zwei Abstiegen spielt der Verein derzeit in der Regionalliga Südwest. Am 11. April 2017 beantragte die Fußball-GmbH außerdem die Insolvenz. Das Stadion des FSV Frankfurt, das Stadion am Bornheimer Hang, liegt ebenfalls im Stadtteil Bornheim und ist nach dem Waldstadion das zweitgrößte der Stadt. Die Frauenfußballmannschaft des FSV zählte bis zu ihrer Auflösung 2006 zu den erfolgreichsten Damenmannschaften in Deutschland.

### Sportgemeinschaft Bornheim Grün-Weiss
Die SG Bornheim Grün-Weiss ist ein Fußballverein, der mehrere Jahre auch eine erfolgreiche Gewichtheber- und Tanzsportabteilung hatte. Der Verein besitzt ein eigenes Jugendhaus, das Kinder- und Familienzentrum, für dessen soziale und integrative Arbeit er im Jahr 2011 mit dem dritten Preis des Integrationspreises des Landes Hessen ausgezeichnet wurde.
Die erste Herrenmannschaft der SG Bornheim spielt seit der Saison 2018/2019 erstmals in der Verbandsliga Süd. Gemeinsam mit dem SV Zeilsheim und Rot-Weiss Frankfurt ist die SG Bornheim aktuell sportlich betrachtet nach FSV und Eintracht Frankfurt die dritte Kraft in Frankfurt (Stand: April 2024). Nach mehreren Auf- und Abstiegen und einigen Jahren in der Hessenliga spielen die Damen aktuell in der Verbandsliga. Der Fußballverein spielt auf dem Kunstrasenplatz mit Flutlichtanlage am oberen Ende der Berger Straße an der Grenze zu Seckbach.

### Turngemeinde Bornheim
Die Turngemeinde Bornheim ist mit ihren ca. 30.000 Mitgliedern Hessens größter Verein im Breitensport. Der Verein betreibt ein Schwimmbad im Stadtteil Fechenheim, zwei Fitnessstudios, zwei große Turnhallen und viele kleinere Turn- und Gymnastikräume. Zudem trainieren viele Gruppen in angemieteten Turnhallen verschiedener Bornheimer Schulen.

### Main Bad Bornheim

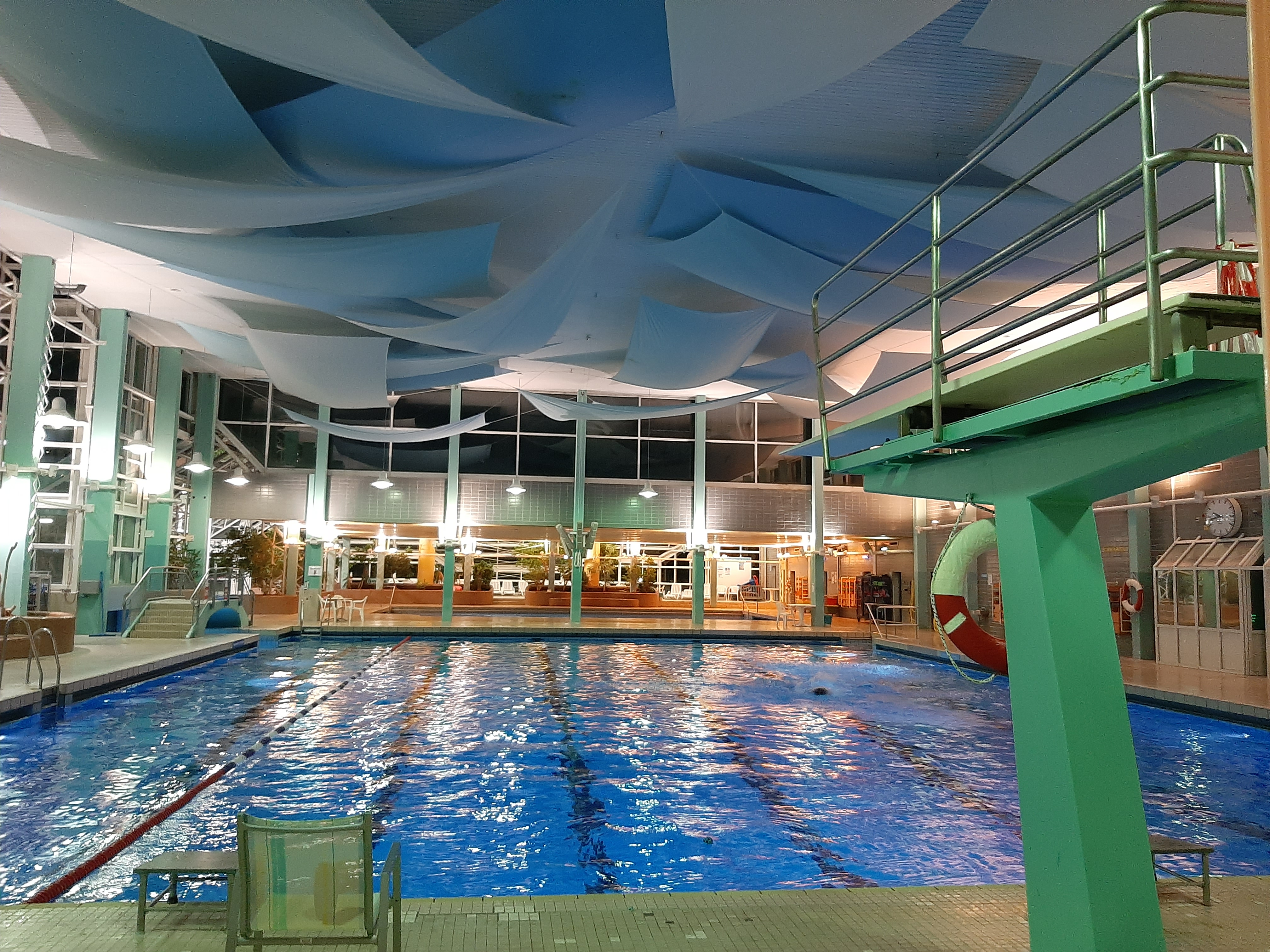
Die Schwimmhalle des Panoramabades eine Woche vor der Schließung im April 2025

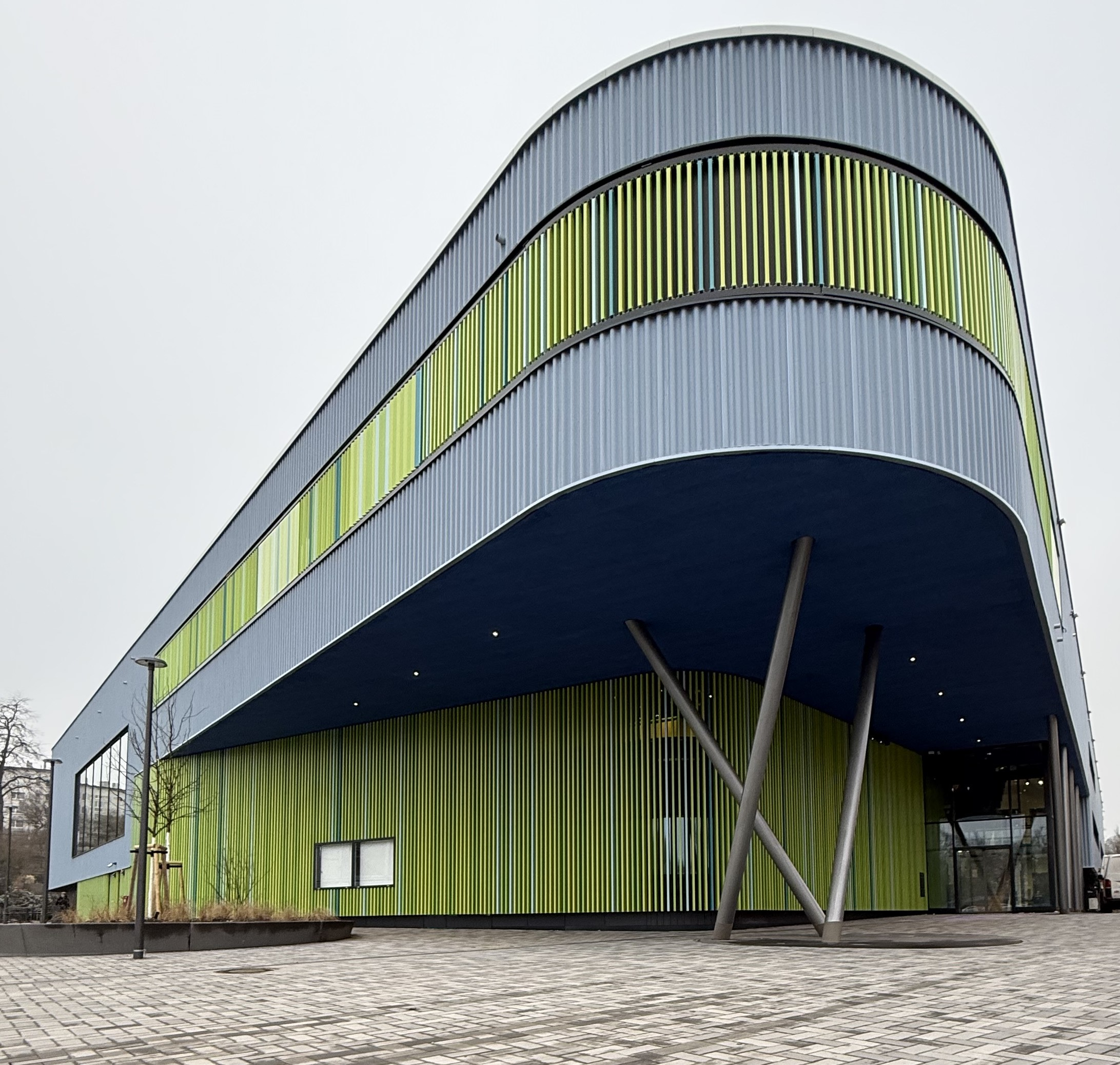
Main Bad Bornheim (2025), Eingangsbereich

In unmittelbarer Nähe zur Eissporthalle entstand für circa 42 Millionen Euro ein Hallenbad mit Saunabereich und zwei Wasserrutschen es löst das am 21. April 2025 geschlossene veraltete Panoramabad am Bornheimer Hang (1970–2025) ab. Spatenstich war am 3. September 2021, der Eröffnungstermin ist der 24. Mai 2025. Durch die unmittelbare Nachbarschaft zur Eissporthalle soll die dort bei der Eisproduktion anfallende Energie vollumfänglich zur Wärmegewinnung genutzt werden.

### Eissporthalle Frankfurt
Am Bornheimer Hang befindet sich auch die Eissporthalle, das Heimatstadion der Eishockeymannschaft Löwen Frankfurt. Zwei große Eisflächen, eine kleine Eishalle und ein 400 Meter langer Außenring stehen im Winter auch dem Publikum offen. Bei Eishockeyspielen finden 6947 Zuschauer auf den Rängen Platz. Zudem fanden hier bereits internationale Darts-, Handball- und Rollstuhlbasketballwettkämpfe statt.

## Regelmäßige Veranstaltungen

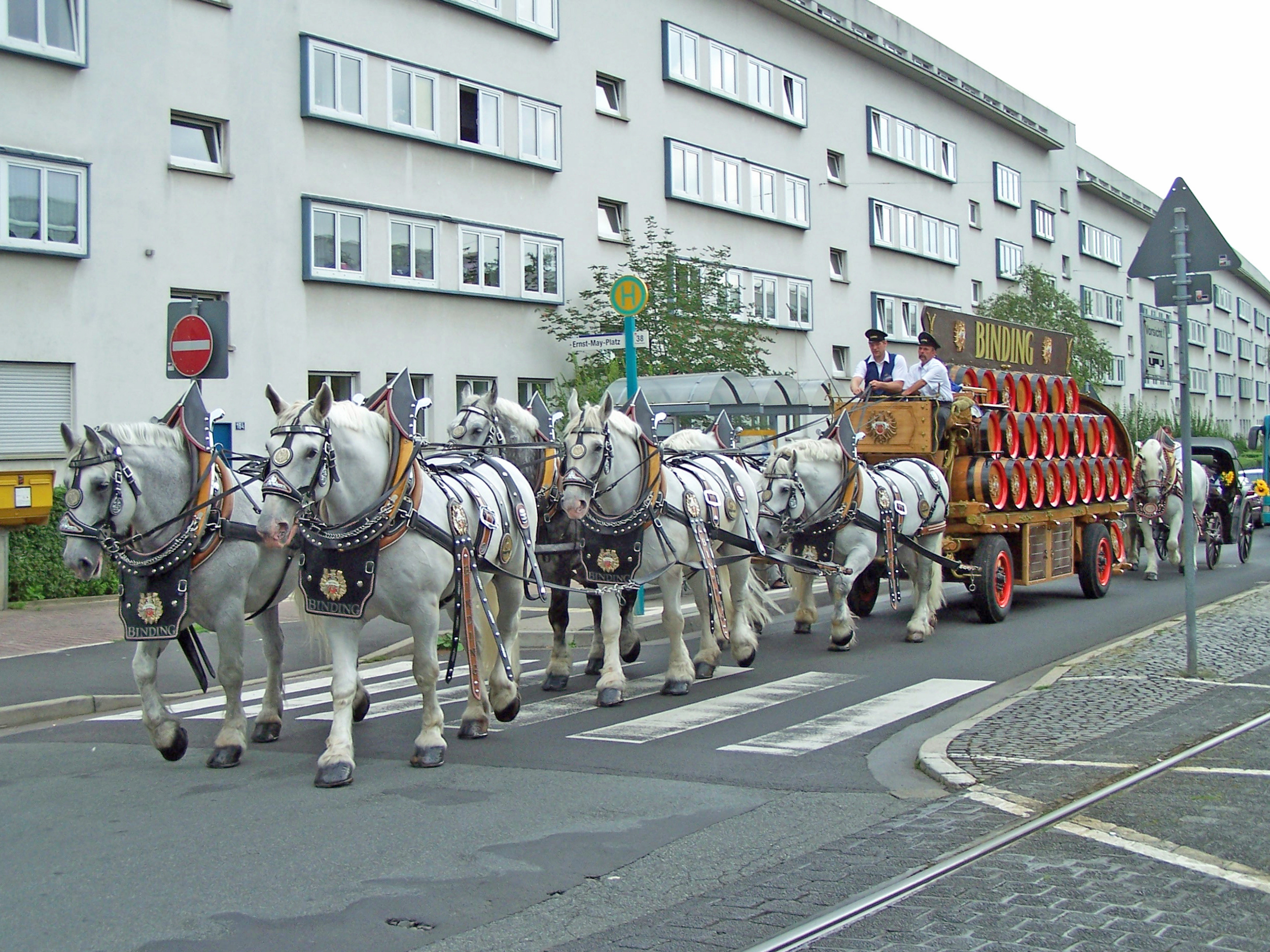
Binding 6er-Zug auf dem Weg zur Aufstellung des Festzuges der Bernemer Kerb in der Siedlung Bornheimer Hang an der Bus-Haltestelle Ernst-May-Platz

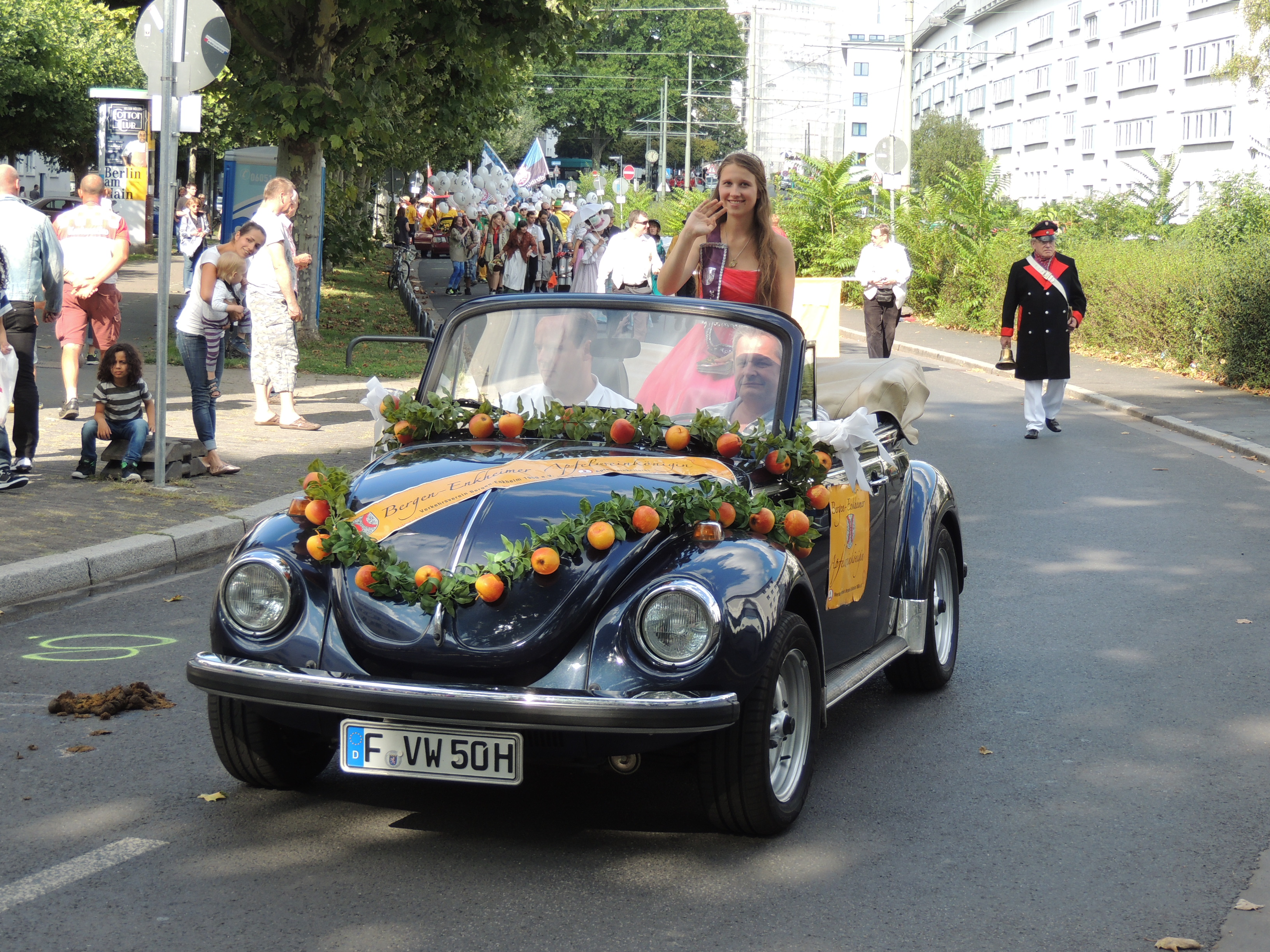
Die Apfelweinkönigin von Frankfurt-Bergen-Enkheim auf dem Kerbe-Festzug 2014 in Frankfurt-Bornheim

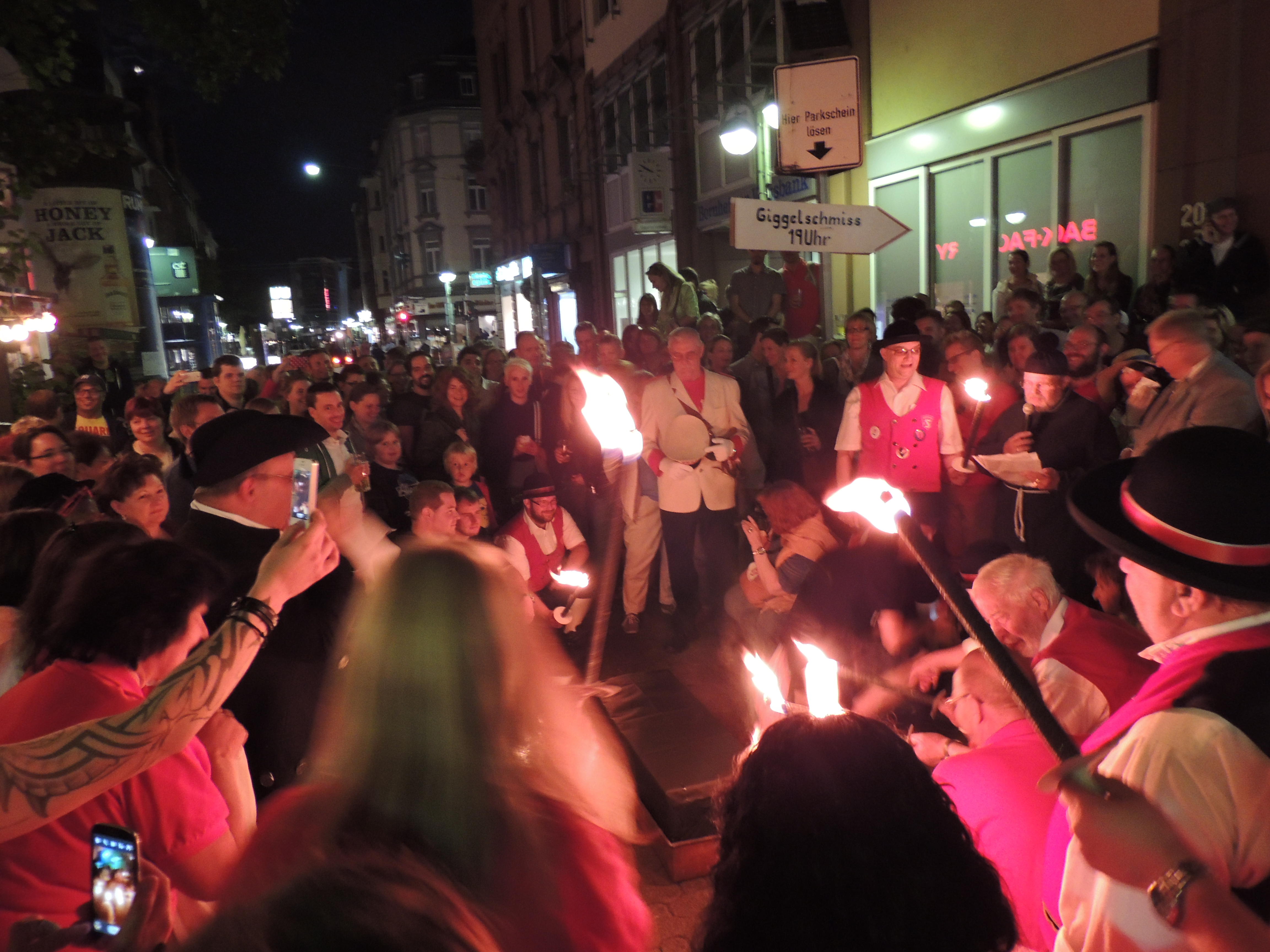
Verbrennung der Kerbelisbeth 2013

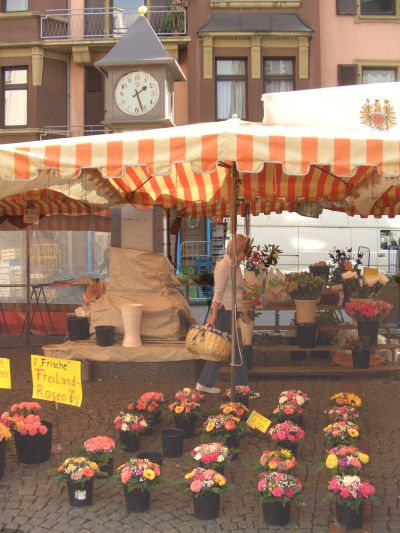
Wochenmarkt am Uhrtürmchen

### Dippemess
Die Frankfurter Dippemess ist ein Volksfest, das seit 1968 auf dem Festplatz am Ratsweg stattfindet. Es gibt die Frühjahrs-Dippemess für ca. drei Wochen im April. Im September gibt es für ca. zehn Tage im September die Herbst-Dippemess. Seit 2010 findet sie als eine Veranstaltung mit familiärerem Charakter und weniger Fahrgeschäften statt. Nichtsdestotrotz wurden die namensgebenden Dippe-Händler aufgrund des Nachfragerückgangs ersatzlos gestrichen.

### Bernemer Kerb
Seit dem Jahr 1608 findet stets zum zweiten Sonntag im August (Freitag bis Mittwoch) das Kirchweihfest statt, das als „Bernemer Kerb“ bekannt ist. Höhepunkte sind die Bernemer Blues & Folk Night am Freitag, der Kerbeumzug am Samstag, der Gickelschmiss am Sonntag, der Festplatz an der Turmstraße vor der Johanniskirche und das Straßenfest zum „Bernemer Mittwoch“ mit der Verbrennung der „Kerbelisbeth“, die den Ursprung in einer Sage hat. Nach der Sage wurde die Lisbeth, ein zänkisches Weib, das seinen Ehemann nicht bei der Kerb feiern ließ, im Wald in einer Baumkrone an einen Baum gefesselt. Dort schimpfte sie weiter, bis ein Gewitter aufkam und sie vom Blitz erschlagen wurde. Heute wird mit dem Trauerzug und der Verbrennung des Sarges der Kerbelisbeth die Kerb symbolisch zu Grabe getragen. Von 2007 bis 2012 wurde in Bornheim wieder, auf Initiative von Bornheimer Gastronomen, am darauf folgenden Sonntag die Nach-Kerb gefeiert. Die Bernemer Kerb wird durch den Verein Bernemer Kerwe Gesellschaft 1932 e. V. in ehrenamtlicher Arbeit ausgerichtet.

### Wochenmarkt
An Mittwochen findet von 08:00 bis 18:00 Uhr und an Samstagen von 08:00 bis 16:00 Uhr der Bornheimer Wochenmarkt in der Fußgängerzone am Uhrtürmchen in der Berger Straße statt. Er erstreckt sich von Höhe des ehemaligen Berger Kinos bis zur Kreuzung Saalburgstraße und nimmt dabei die gesamte Fußgängerzone ein.

### Nikolausmarkt
Der Vereinsring Bornheim veranstaltet jeweils am ersten Freitag im Dezember den Nikolausmarkt der Bornheimer Vereine. Ort des Geschehens ist die Berger Straße in Höhe der U-Bahn-Station Bornheim-Mitte zwischen Wiesenstraße und Saalburgstraße auf der Fläche des Wochenmarktes. Hier präsentieren sich die Bornheimer Vereine und bieten neben Kulinarik auch handwerkliche Produkte an.

### Fastnachtseröffnung
Jedes Jahr am 11. November veranstalten die Bornheimer Karnevalvereine die gemeinsame Eröffnung der neuen Kampagne.

### Bernemer Weihnachtssingen
Seit 2022 lädt die SG Bornheim in der Adventszeit zum an einem Samstag im Dezember stattfindenden alljährlichen Weihnachtssingen auf den Sportplatz ein. Die als große Weihnachtsfeier für Vereinsmitglieder eingeführte Veranstaltung ist auch für Nichtmitglieder offen und bietet neben Ständen für Handgemachtes und weihnachtstypischer Verpflegung oder einem Streichelzoo auch ein gemeinsames Mitsing-Konzert für Weihnachtslieder nach Vorbild von Union Berlin. Der Eintritt ist kostenfrei.

## Persönlichkeiten des Stadtteils
- Mickey Bohnacker (1928–2017), Pressefotograf, wuchs in der Siedlung Bornheimer Hang auf und verbrachte dort auch seine letzten Jahre.
- Diether Dehm (* 1950), ehemals stellvertretender Parteivorsitzender der PDS, Landesvorsitzender der PDS Niedersachsen, Diplompädagoge und Liedermacher
- Hermann Ebner (1834–1895), Jurist und Mitglied des Preußischen Abgeordnetenhauses
- Ludwig Gehm (1905–2002), aktiver Widerstandskämpfer einer Gruppe des Internationalen Sozialistischen Kampfbundes in der Zeit des Nationalsozialismus und Überlebender des KZ Buchenwald, der bis ins hohe Alter Aufklärungsarbeit gegen Rechtsradikalismus und über Faschismus leistete. Gehm war später von 1958 bis 1972 Mitglied der Frankfurter Stadtverordnetenversammlung.
- Christian Emanuel Hartherz (1842–1915), Bildhauer und Abgeordneter des Provinziallandtages der Provinz Hessen-Nassau
- Eva Heller (1948–2008), Schriftstellerin, Farbentheoretikerin, Kinderbuchautorin und Cartoonistin, lebte 1979 bis 2006 in Bornheim in der Freiligrathstraße 51.
- Henry Jaeger (1927–2000), Schriftsteller
- Barys Kit (1910–2018), belarussischer Mathematiker, Physiker, Chemiker und Raketenwissenschaftler, lebte bis zu seinem Tod im Jüdischen Altersheim in Bornheim.
- Amalie Lauer (1882–1950), Schulleiterin, Sozialpolitikerin der Zentrumspartei und in der katholischen Frauenbewegung aktiv
- Willi Richter (1894–1972), Gewerkschaftsfunktionär und Politiker der SPD
- Dieter Schwanda (* 1949), Schauspieler in Die Firma Hesselbach
- Harald Stenger (* 1951), Fußballchef bei der Frankfurter Rundschau und später bis 2012 Pressesprecher sowie Leiter der Medienabteilung beim Deutschen Fußball-Bund
- Stefanie Zweig (1932–2014), Schriftstellerin und Kolumnistin der Frankfurter Neuen Presse mit jüdischen Wurzeln
- Celo & Abdi, Rapduo aus Bornheim